# Rockefeller-kommissionen
Rockefeller-kommissionen (officielt: "United States President's Commission on CIA Activities within the United States") var en kommission, der blev nedsat under præsident Gerald Ford i 1975 for at undersøge aktiviteterne i Central Intelligence Agency (CIA) og andre efterretningstjenester i USA . Kommissionen blev ledet af vicepræsidenten, Nelson Rockefeller, og omtales derfor oftest blot som Rockefeller-kommissionen.
Kommissionen blev oprettet som modsvar på en rapport fra december 1974 i The New York Times om, at CIA havde udført ulovlige indenlandske aktiviteter i løbet af 1960'erne, herunder eksperimenter på amerikanske borgere. Kommissionen udsendte en enkelt rapport i 1975, der berørte visse aspekter af CIA-misbrug, herunder poståbning og overvågning af indenlandske dissidentegrupper. Den offentliggjorde endvidere Project MKUltra (en CIA-sindskontrolundersøgelse).
Kommissionen undersøgte også spørgsmål i forhold til John F. Kennedy-mordet, specifikt i relation til Zapruder-filmen (første gang vist på tv i 1975), og den mulige tilstedeværelse af E. Howard Hunt og Frank Sturgis i Dallas, Texas.
En større undersøgelse, Church-komitéen, blev nedsat den 27. januar 1975 af det amerikanske senat. Nedzi-komiteen blev endvidere nedsat i Repræsentanternes Hus den 19. februar 1975, hvilket em måneder senere blev afløst af Pike-komitéen.
I juli 1975 rapporterede The New York Times, at unavngivne personer i Rockefeller-kommissionen sagde, at Sidney Gottlieb ledede CIA's LSD-eksperimenteringsprogram, og at han var personligt involveret i det eksperiment, der dræbte forskeren Frank Olson, hvilket efterfølgende ledte til at dokumenter relateret til programmet blev destrueret i 1973.

## Yderligere læsning
- Kitts, Kenneth (2006). "Chapter 3: The Politics of Spying: The Rockefeller Commission and the CIA". Presidential Commissions & National Security: The Politics of Damage Control (Revised udgave). Boulder, Col.: Lynne Rienner Publishers. ISBN 978-1-58826-404-6.
- Lee, Martin A.; Bruce Shlain (1992). Acid Dreams: The Complete Social History of LSD: The CIA, the Sixties, and Beyond. Grove Press. ISBN 0-8021-3062-3. OCLC 25281992.

## Eksterne links
- Gerald Ford White House Altered Rockefeller Commission Report in 1975; Removed Section on CIA Assassination Plots
- Rockefeller Commission Report – the full text of the report, as scans
- Another version of the Rockefeller Commission Report including interview transcripts, memos, correspondence and other Commission files released under the JFK Records Act.
- The Pike Committee Investigations and the CIA